# Octochaetus antarcticus
Octochaetus antarcticus är en ringmaskart som först beskrevs av Frank Evers Beddard 1889.  Octochaetus antarcticus ingår i släktet Octochaetus och familjen Acanthodrilidae. Inga underarter finns listade i Catalogue of Life.